# Sonate K. 62
Pour les articles homonymes, voir K62.
La sonate K. 62 (F.20/L.45) en la majeur est une œuvre pour clavier du compositeur italien Domenico Scarlatti.

## Présentation
La sonate K. 62, en la majeur, est notée Allegro. Elle est conçue de manière asymétrique, même si la conclusion de chaque section — une rageuse descente sur trois octaves de quadruples-croches — est identique.

Le manuscrit principal est le numéro 21 du volume XIV de Venise (1754), copié pour Maria Barbara.

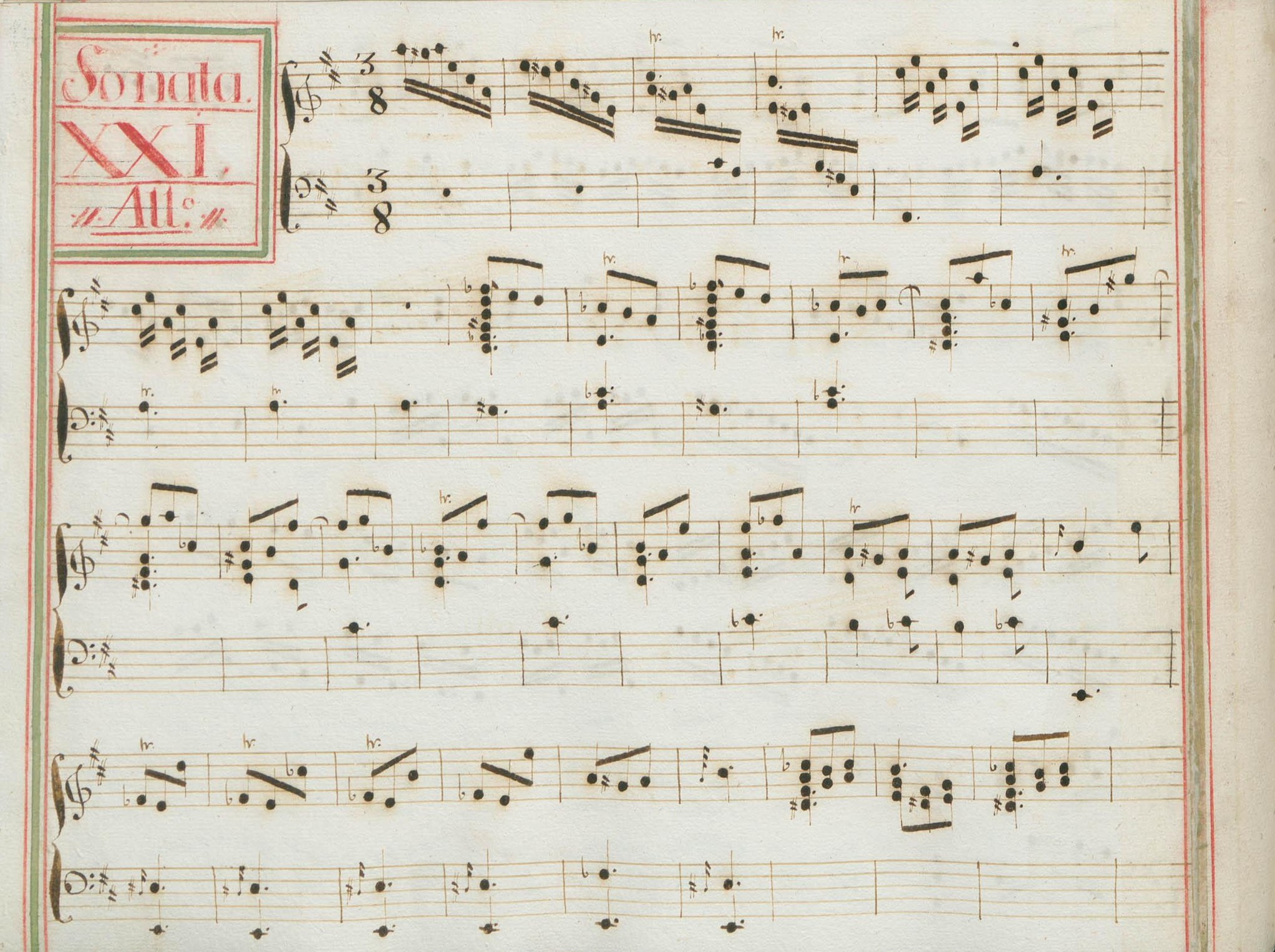
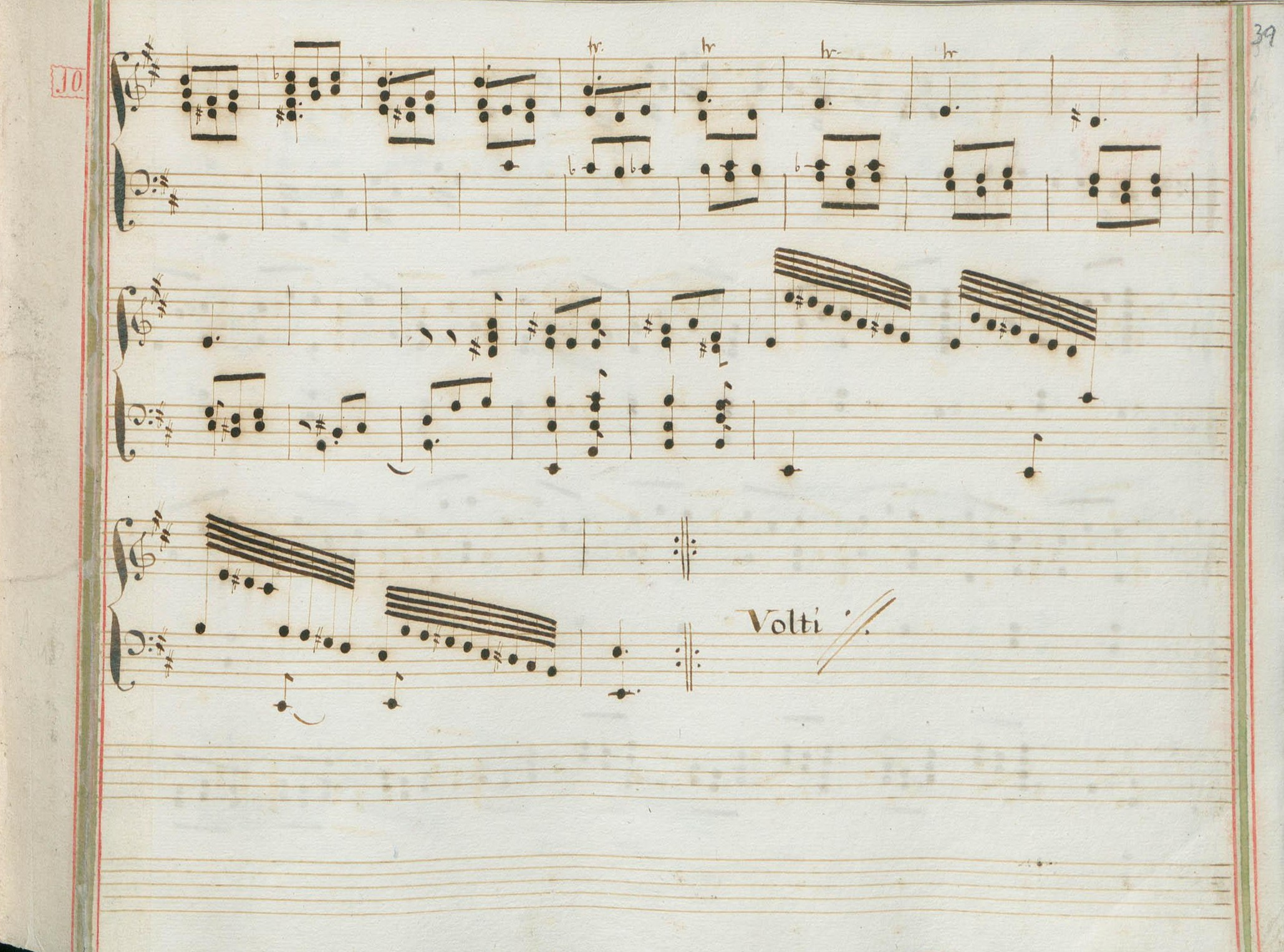

## Interprètes
La sonate K. 62 est défendue au piano, notamment par Kathleen Long (1950, Decca), Duanduan Hao (2011, Naxos, vol. 14), Carlo Grante (2013, Music & Arts, vol. 4) ; au clavecin par Scott Ross (1985, Erato), Laura Alvini (Frame), Ottavio Dantone (2000, Stradivarius, vol. 4), Richard Lester (2005, Nimbus, vol. 6), Pieter-Jan Belder (Brilliant Classics, vol. 2), Francesco Cera (2013, Tactus) et Frédérick Haas (2016, Hitasura).

## Sources
: document utilisé comme source pour la rédaction de cet article.
- Ralph Kirkpatrick (trad. de l'anglais par Dennis Collins), Domenico Scarlatti, Paris, Lattès, coll. « Musique et Musiciens », 1982 (1re éd. 1953 (en)), 493 p. (ISBN 978-2-7096-0118-4, OCLC 954954205, BNF 34689181).
- Alain de Chambure, « Domenico Scarlatti : Intégrale des sonates — Scott Ross », Erato (2564-62092-2), 1985 (OCLC 891183737) .